# Komitat Neograd
Das Komitat Nógrád, auch Komitat Neograd genannt (auch Neograder Gespanschaft; ungarisch Nógrád vármegye, slowakisch Novohradská župa, lateinisch comitatus Neogradiensis), war eine Verwaltungseinheit im Norden des Königreichs Ungarn. Verwaltungssitz war zuletzt Balassagyarmat.

## Geographie

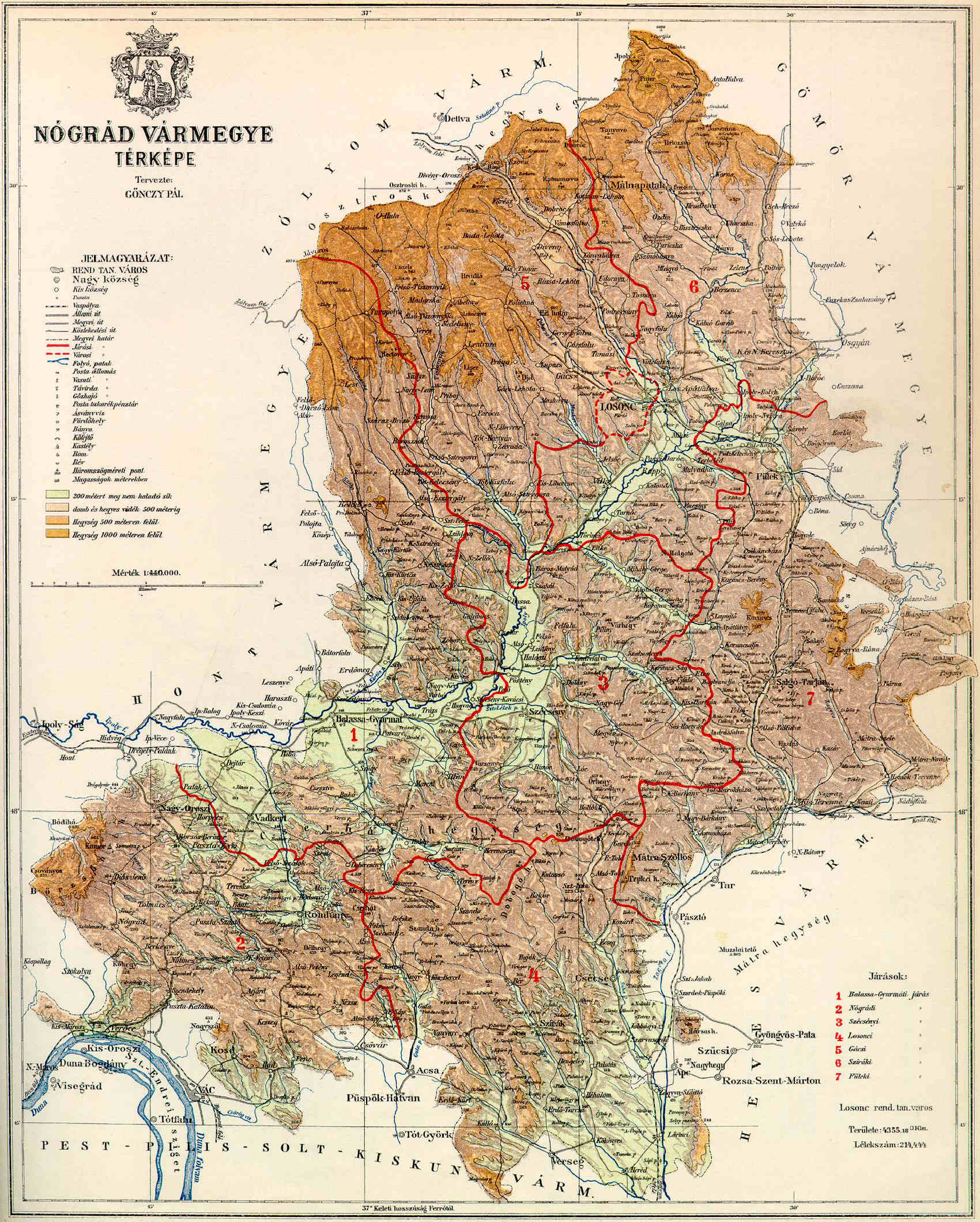
Karte des Komitats Nógrád um 1890

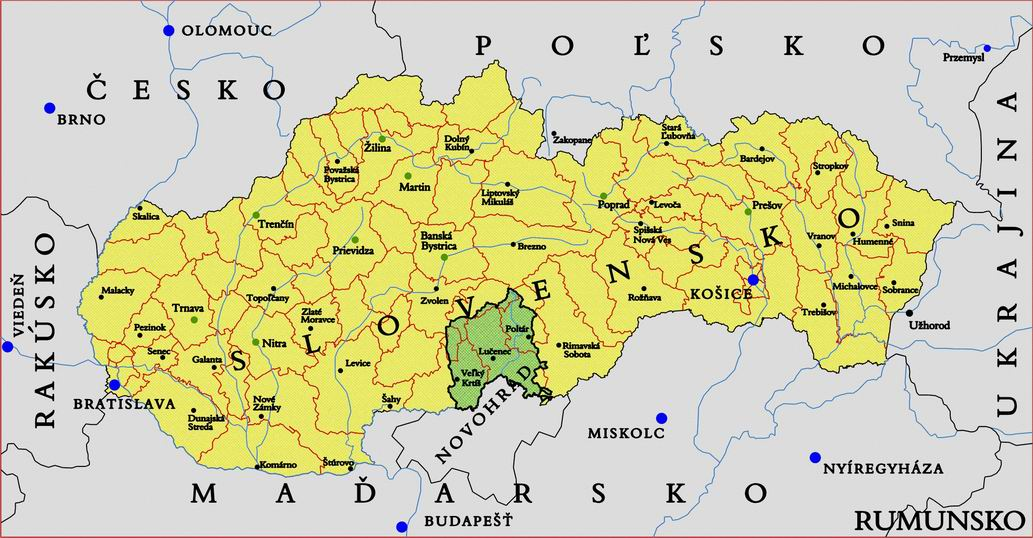
Lage des Komitats in der heutigen Slowakei

Das Komitat Neograd grenzte im westlichen Norden an das Komitat Sohl (Zólyom), im Nordosten an das Komitat Gemer und Kleinhont (Gömör és Kis-Hont), im Südosten an das Komitat Heves, im Süden an das Komitat Pest-Pilis-Solt-Kiskun und im Westen an das Komitat Hont.
Das Gebiet des Komitats erstreckte sich ungefähr entlang der Strecke Poltár, Lučenec (Losonc), Szécsény und Vác, wurde vom Ipoly durchflossen und hatte 1910 261.517 Einwohner auf einer Fläche von 4.128 Quadratkilometern.
Das Gebiet des ehemaligen Komitats liegt heute im südlichen Teil der Slowakei und dem heutigen Nordungarn. Der slowakische Name Novohrad wird jetzt als inoffizielle Bezeichnung für dieses Gebiet und als offizielle Bezeichnung einer Tourismusregion verwendet. Der Name selbst leitet sich von der ehemaligen Burg Neograd (ungarisch Nógrád, slowakisch Novohrad; südwestlich von Rétság) im heutigen Ungarn ab.

## Verwaltungssitze
Verwaltungssitz des Komitats war zuerst die Burg Neograd, seit dem 14. Jahrhundert dann Balassagyarmat. Während der osmanischen Besatzung (siehe unten) gab es keinen Verwaltungssitz. Im 18. Jahrhundert übernahm Losonc für einige Jahre diese Funktion und 1790 wieder Balassagyarmat.

## Geschichte
Nach der ungarischen Landnahme in diesem Gebiet entstand das Komitat um das Jahr 1000 herum als Teil des Königreichs Ungarn unter dem Namen comitatus Neogradiensis.
Zwischen 1544/1550/1552/1554 und 1606 sowie zwischen 1663 und 1690 war das Komitat von den Osmanen besetzt.
Ende 1918 wurde das Gebiet nördlich der Ipoly von tschechoslowakischen Truppen besetzt und kam durch den Vertrag von Trianon zur neu gegründeten Tschechoslowakei. Lediglich der südliche Teil verblieb bei Ungarn und wurde 1924 zusammen mit dem bei Ungarn verbliebenen Teil des Komitats Hont zum Komitat Nógrád-Hont vereinigt. Aufgrund des Ersten Wiener Schiedsspruchs kam 1938 für wenige Jahre ein Teil des 1920 an die Tschechoslowakei gekommenen Teils des Komitats zurück an Ungarn, und das Komitat Nógrád wurde wiederhergestellt.
In der Tschechoslowakei bestand die Gespanschaft bis 1922 weiter (Novohradská župa). 1938–1945 war der tschechoslowakische südliche Teil aufgrund des Ersten Wiener Schiedsspruchs von Ungarn besetzt. 1939, kurz vor dem Ausbruch des Zweiten Weltkrieges, nachdem die Tschechoslowakei aufgelöst worden war, gehörte der restliche tschechoslowakische Teil zur unabhängigen Slowakei. Nach dem Krieg wurde die Tschechoslowakei wiederhergestellt und 1993 wieder aufgelöst.
Das Gebiet der Gespanschaft wurde chronologisch wie folgt administrativ eingegliedert:
- 1918–1922: Novohradská župa (Neograder Gespanschaft), CS
- 1923–1928: Zvolenská župa ((Alt-)Sohler Gespanschaft), CS
- 1928–1939: Slovenská krajina/zem (Slowakisches Land), CS
- 1940–1945: Pohronská župa (Graner Gespanschaft), SK
- 1945–1948: Slovenská krajina (Slowakisches Land), CS
- 1949–1960: Banskobystrický kraj (Neusohler Bezirk – mit dem heutigen nicht zu verwechseln), CS
- 1960–1990: Stredoslovenský kraj (Mittelslowakischer Bezirk), CS
- seit 1996: Banskobystrický kraj (Neusohler Bezirk), SK

## Bezirksunterteilung

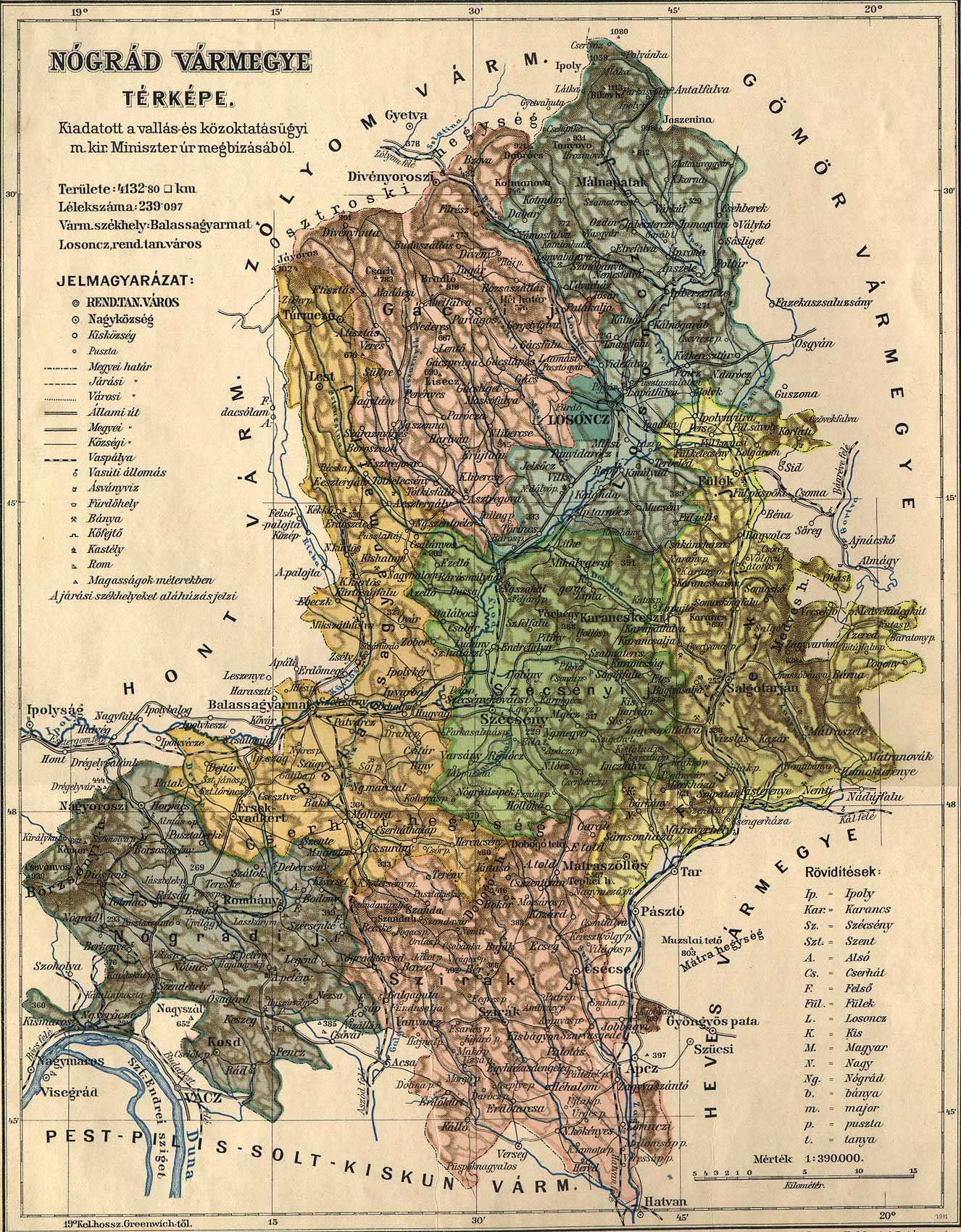
Karte der Stuhlbezirke

Im frühen 20. Jahrhundert bestanden folgende Stuhlbezirke (meist nach dem Namen des Verwaltungssitzes benannt):
| Stuhlbezirke (járások)                | Stuhlbezirke (járások) |
| Stuhlbezirk                           | Verwaltungssitz        |
| ------------------------------------- | ---------------------- |
| Balassagyarmat                        | Balassagyarmat         |
| Nógrád                                | Rétság                 |
| Szirák                                | Szirák                 |
| Szécsény                              | Szécsény               |
| Fülek, heute Fiľakovo                 | Salgótarján            |
| Losonc                                | Losonc, heute Lučenec  |
| Gács                                  | Gács, heute Halič      |
| Stadtbezirk (rendezett tanácsú város) |                        |
| Losonc, heute Lučenec                 |                        |

Fiľakovo, Lučenec and Halič liegen in der heutigen Slowakei, die anderen Orte im heutigen Ungarn.